# Margaretha van Namen
Margaretha van Courtenay (circa 1194 - 17 juli 1270) was door haar huwelijk gravin van Vianden en van 1229 tot 1237 gravin van Namen uit het Huis Courtenay. Zij was een dochter van Peter van Courtenay ( - 1217/1219), Latijns keizer van Constantinopel en Yolande van Vlaanderen ( - 1219).

## Leven
Margaretha was vermoedelijk het oudste kind van haar ouders en werd vermoedelijk rond 1194  geboren, omdat ze in het jaar 1210 in een document als vrouw van Rudolf III van Issoudun wordt vermeld. Deze had in 1212 zijn testament opgesteld en is mogelijk nog in datzelfde jaar overleden, waarna Margaretha rond 1217 met graaf Hendrik I van Vianden is getrouwd. Met hem had ze zes kinderen:
- Filips (?-23 april 1273), graaf van Vianden[2]
- Frederik[2] (?- 10 november 1247), heer van Schönecken
- Mathilda, ∞ 1235 Johannes Angelos, hertog van Syrmië[3]
- Peter (?- na 1272)
- Hendrik (?- 1267), bisschop van Utrecht (1249-1267)
- Yolande (1231-1283)

Na de dood van haar broer Hendrik II in 1229 bezette Margaretha onmiddellijk het kasteel van Namen en nam de controle over het graafschap over. Aldus was ze graaf Ferrand van Vlaanderen voor, die ook meende aanspraak te maken op het graafschap Namen. Deze had bij de rooms-koning Hendrik (VII) steun gevonden en deze laatste droeg hem op 3 juni 1229 het graafschap Namen over als keizerlijk leen. Dankzij de steun van haar man en Enguerrand III van Coucy, de voormalige voogd van haar broer, kon Margaretha zich aanvankelijk tegen Ferrand handhaven. Zo kon ze in 1230 en 1231 in oorkondes als de "gravin van Namen" (comitissam Namucensem) optreden. Maar in 1232 trok Ferrand met een leger op naar het graafschap Namen en veroverde hij Floreffe. De strijd werd op 1 november 1232 in Cambrai met een verdrag beëindigd, waarin Margaretha, hier nu als "markgravin" (marchissam Namucensem) optredend, aan de graaf van Vlaanderen de kastelen van Viesville en Golzinne afstond, terwijl haar man aan hem hommage deed en in ruil daarvoor als rechtmatige bezitter van de rest van het graafschap Namen werd erkend.
In 1237 was Margaretha's nog als enige in leven zijnde broer, keizer Boudewijn II, vanuit het verre Constantinopel naar Namen afgereisd om als laatst overgebleven zoon van hun ouders zijn aanspraken op het graafschap Namen te doen gelden. Slechts met tegenzin en pas na betaling van 7.000 pond stond Margaretha het graafschap aan hem af. Tijdens Boudewijns tweede bezoek in 1247 had deze haar bij testament tot zijn eerste voorwaardelijke erfgename bestemd, indien hij kinderloos zou sterven, wat echter niet gebeurde.
Margaretha trad na de dood van haar echtgenoot in 1252 in de abdij van Marienthal in, waar ze op 17 juli 1270 is overleden.

## Voorouders
| Voorouders van Margaretha van Namen (1194-1270) | Voorouders van Margaretha van Namen (1194-1270)                                 | Voorouders van Margaretha van Namen (1194-1270)                                 | Voorouders van Margaretha van Namen (1194-1270)                               | Voorouders van Margaretha van Namen (1194-1270)                               | Voorouders van Margaretha van Namen (1194-1270)                               | Voorouders van Margaretha van Namen (1194-1270)                               | Voorouders van Margaretha van Namen (1194-1270)                               | Voorouders van Margaretha van Namen (1194-1270)                               |
| ----------------------------------------------- | ------------------------------------------------------------------------------- | ------------------------------------------------------------------------------- | ----------------------------------------------------------------------------- | ----------------------------------------------------------------------------- | ----------------------------------------------------------------------------- | ----------------------------------------------------------------------------- | ----------------------------------------------------------------------------- | ----------------------------------------------------------------------------- |
| Overgrootouders                                 | Lodewijk VI van Frankrijk (1081-1137) ∞ 1115 Adelheid van Maurienne (1092-1154) | Lodewijk VI van Frankrijk (1081-1137) ∞ 1115 Adelheid van Maurienne (1092-1154) | Reinout van Courtenay (1110-1161) ∞ Helena van Donjon (-)                     | Reinout van Courtenay (1110-1161) ∞ Helena van Donjon (-)                     | Boudewijn IV van Henegouwen (1110-1171) ∞ 1127 Aleidis van Namen (1110-1169)  | Boudewijn IV van Henegouwen (1110-1171) ∞ 1127 Aleidis van Namen (1110-1169)  | Diederik van de Elzas (1100-1168) ∞ 1139 Sybille van Anjou (1116-1165)        | Diederik van de Elzas (1100-1168) ∞ 1139 Sybille van Anjou (1116-1165)        |
| Grootouders                                     | Peter I van Courtenay (1126-1183) ∞ 1150 Elisabeth van Courtenay (1127-1205)    | Peter I van Courtenay (1126-1183) ∞ 1150 Elisabeth van Courtenay (1127-1205)    | Peter I van Courtenay (1126-1183) ∞ 1150 Elisabeth van Courtenay (1127-1205)  | Peter I van Courtenay (1126-1183) ∞ 1150 Elisabeth van Courtenay (1127-1205)  | Boudewijn de Moedige (1150-1195)) ∞ 1139 Margaretha van de Elzas (1145-1194)  | Boudewijn de Moedige (1150-1195)) ∞ 1139 Margaretha van de Elzas (1145-1194)  | Boudewijn de Moedige (1150-1195)) ∞ 1139 Margaretha van de Elzas (1145-1194)  | Boudewijn de Moedige (1150-1195)) ∞ 1139 Margaretha van de Elzas (1145-1194)  |
| Ouders                                          | Peter II van Courtenay (1167-1219)) ∞ 1193 Yolande van Henegouwen (1175-1219)   | Peter II van Courtenay (1167-1219)) ∞ 1193 Yolande van Henegouwen (1175-1219)   | Peter II van Courtenay (1167-1219)) ∞ 1193 Yolande van Henegouwen (1175-1219) | Peter II van Courtenay (1167-1219)) ∞ 1193 Yolande van Henegouwen (1175-1219) | Peter II van Courtenay (1167-1219)) ∞ 1193 Yolande van Henegouwen (1175-1219) | Peter II van Courtenay (1167-1219)) ∞ 1193 Yolande van Henegouwen (1175-1219) | Peter II van Courtenay (1167-1219)) ∞ 1193 Yolande van Henegouwen (1175-1219) | Peter II van Courtenay (1167-1219)) ∞ 1193 Yolande van Henegouwen (1175-1219) |